# Shane Gould
Pour les articles homonymes, voir Gould.
Shane Gould est une nageuse australienne, née le 23 novembre 1956 à Sydney. Elle gagna trois médailles d'or, une d'argent et une de bronze aux Jeux olympiques d'été de 1972 et arrêta sa carrière sportive à 16 ans.
Ses résultats à Munich  :
- 200 m quatre nages individuel -  médaille d'or et record du monde (2 min 23 s 07)
- 100 m nage libre - médaille de bronze (59 s 06)
- 200 m nage libre - médaille d'or et record du monde (2 min 03 s 56)
- 400 m nage libre - médaille d'or et record du monde (4 min 19 s 04)
- 800 m nage libre - médaille d'argent (8 min 56 s 39).

Elle est la seule personne à avoir détenu simultanément tous les records du monde en nage libre sur les distances de 100 à 1500 mètres, (plus celui du 200 m quatre nages).
Elle nage ensuite chez les maîtres, et a battu un record du Monde du 200 mètres quatre nages dans sa catégorie aux Championnats AUSSI masters d'Australie en 2003 et remporté ultérieurement trois médailles d'or, une d'argent et une de bronze aux championnats US Masters dans sa catégorie.

## Vie extra sportive
Après s'être retirée de la vie publique, elle élève ses quatre enfants Joel, Kim, Tom et Kristin.
Aux Jeux olympiques de Sydney en 2000, elle a été l'une des porteuses de la flamme olympique. 
Elle a été l'invitée d'honneur des Jeux du Commonwealth de Melbourne en 2006.
Amie de Ian Thorpe et fiancée à Milt Nelms, entraîneur de Ian, elle a contribué à la réflexion sur sa fin de carrière.

## Distinctions personnelles
- Élue championne du mois d'avril 1971 par l'Académie des sports